# Silurus furness
Silurus furness és una espècie de peix de la família Siluridae. És endèmic de Malàisia.